# Geomyza denigrata
Geomyza denigrata är en tvåvingeart som beskrevs av Leander Czerny 1928. Geomyza denigrata ingår i släktet Geomyza och familjen gräsflugor.
Artens utbredningsområde är Österrike. Inga underarter finns listade i Catalogue of Life.